# Anton Ignaz Hamilton

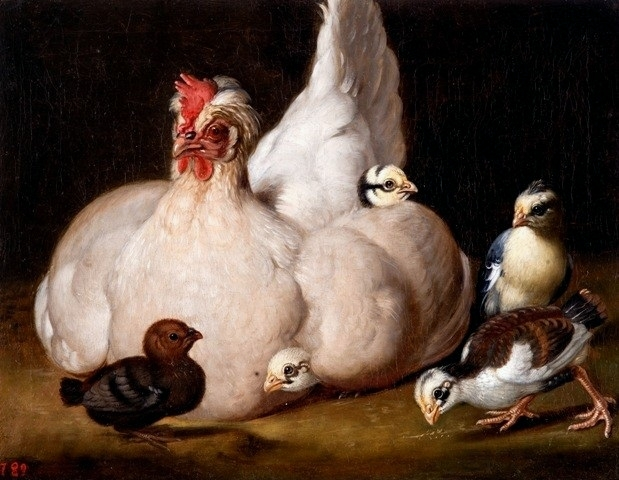
Gemälde im Łazienki-Palast

Anton Ignaz Hamilton (* 1696 in Wien; † 1770 in Hubertusburg) war ein deutscher Maler des Spätbarocks und Rokoko, der vor allem am Hof August III. Wettin in Warschau wirkte.

## Leben und Werk
Er war Sohn und Schüler von J. G. Hamilton. Er malte insbesondere Tiere und Stillleben. Seine Werke sind unter anderem im Łazienki-Palast erhalten.